# 乾正方

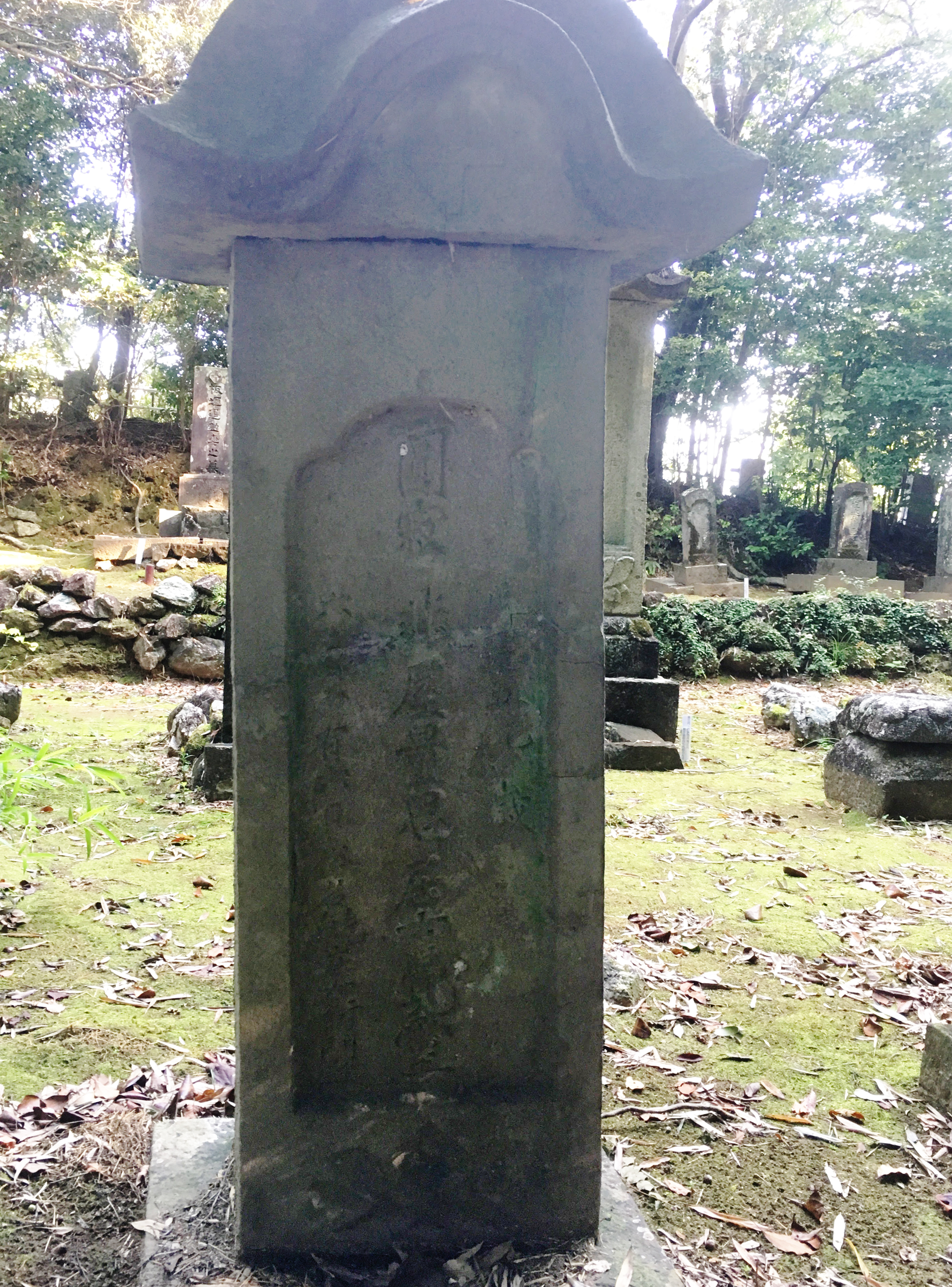
乾正方の墓(高知・板垣山)

乾 正方（いぬい まさかた）は、江戸時代前期の土佐藩上士。禄高は500石。板垣支流乾氏の第4代。幼名は彦市で、通称は庄右衛門。家紋は「榧ノ内十文字」。

## 来歴

### 生い立ち
土佐藩上士（馬廻格・500石）乾正祐（與惣兵衛）の嫡男として高知城下（現高知県高知市）に生まれる。
母は早崎石見の娘。
1649年1月21日（慶安元年12月9日）、土佐藩主・山内忠義に惣領御目見え仰せ付けられる。
1672年7月6日（寛文12年6月12日）父乾正祐が、江戸で病死する。

### 跡目相続以降
1673年（寛文13年）、土佐藩主・山内豊昌より、亡父跡目（500石）のうち、役料である足軽知（200石）を除いた、元々の知行高である300石を無相違下し置かれ、大御小性を命じられた。
1679年11月21日（延宝7年10月18日）、御持筒支配を命じられる。
1688年1月1日（貞享4年11月28日）、外輪足軽知（200石）を下し置かれた。
1689年10月12日（元禄2年8月29日）、幡多郡中村への在番を命じられる。
1690年（元禄3年）、江戸勤番を命じられる。
1700年10月12日（元禄13年9月1日）、土佐藩主・山内豊房が初めて土佐へ入部し高知城に入城するのにあたって、幕府への礼のため江戸へ使者を命じられ、10月28日（旧暦9月17日）に江戸へ着いたが、豊房が御遠行となったため、差し返された。
1703年（元禄16年）、当分、御馬廻支配を命じられる。
1709年10月24日（宝永6年9月22日）、土佐藩主・山内豊隆の時代、御馬廻組頭役を命じられ、役領知200石を下し置かれた。ただしそれまでの鉄砲知（200石）は差し戻されたので、総禄高は500石である。

### 晩年
1711年（正徳元年）、病気に依って願い奉り、組頭役を差し免され、御馬廻を命じられた。
1715年7月16日（正徳5年6月16日）病死。
墓は土佐国土佐郡薊野村板垣山（現 高知県高知市薊野東町15-12の北東付近）の山頂にある代々墓地に建てられた。

## 家族
- 祖父：乾正行（金右衛門）
- 祖母：毛利治郎右衛門の娘
  - 父：乾正祐（與惣兵衛）
  - 母：早崎石見の娘
    - 本人：乾正方（庄右衛門）
    - 妻：山内内匠（前野貞次）の娘
      - 長男：乾加助
      - 前妻：雨森氏春（九太夫）の娘（離別）
      - 継妻：服部傳太夫の娘
      - 二男：乾正清（与惣左衛門）
      - 妻：安積良仍（仁右衞門）の娘
      - 後妻：出雲路直元妹

    - 弟：乾十次郎
      - 甥：乾十助